# Ник Саврин
Ник Саврин (енгл. Nick Savrinn) измишљени је лик из америчке ТВ серије Бекство из затвора. Његов лик тумачи Франк Грило. Ник се у серији први пут појављује у четвртој епизоди.
Ник је завршио универзитет Дјук и правни факултет Колумбија као доктор права. Након завршетка студија, отишао је у Њујорк, где је радио у више фирми као адвокат. За то време, он је спасио тринаест људи који су били осуђени на смртну казну. Пошто је чуо за случај Бероуза он се понудио да помогне његовом адвокату. Они схватају да је Бероуз постао жртва завере. Како време протиче и они схватају све више детаља, њихови животи постају угрожени.